# Bjarne Sløgedal
Bjarne Sløgedal (13. juni 1927 – 3. februar 2014) var en norsk organist, dirigent og komponist.
Han fik sin uddannelse ved musikkonservatoriet i Oslo, hvor han fra 1945 studerede hos Arild Sandvold, Øivin Fjeldstad og Bjarne Brustad. Efter eksamen i 1950 studerede han videre i et år på Juilliard School of Music i New York. Fra 1951 til 1995 var han domorganist i Kristiansand domkirke, hvor han også dirigerede Kristiansand Domkirkes Motetkor. Sløgedal grundlagde Internasjonalt Kirkefestspill, som har været arrangeret siden 1971. Han var ridder af St. Olavs Orden af 1. klasse.
Sløgedal var også en aktiv komponist for kor og orgel.

## Diskografi
- Nostalgia – Bjarne Sløgedals samlede orgelverker Martin Pearson spiller i Skien kirke HAGU CD 301[3]